# 황금세월
황금세월(중국어 정체자: 黃金歲月, 병음: Huángjīnsuìyuè, 영어: Golden Years)는 중화민국 민간 전민 텔레비전에서 2021년 6월 23일부터 2022년 10월 4일까지 방송한 드라마이다.

## 등장 인물
- 훠정치: 장정빈(張正斌), 장원빈(張文斌) 역
- 차이둥웨이: 장충후이(張崇輝) 역
- 왕중핑: 리쿤성(李坤生) 역
- 훙두라쓰: 쉬진다(許進達) 역
- 천메이펑: 장메이쥐안(江美娟) 역
- 예자위: 리차이링(李采苓) 역
- 황젠췬: 가오완리(高萬里) 역
- 뤄차오룬: 황쉐친(黃雪琴) 역
- 쑤빙셴: 류진파(劉金發) 역
- 천시펑: 우칭위안(吳清元) 역
- 우하오성: 궈젠싱(郭建興)역